# Symitha mangifera
Symitha mangifera är en fjärilsart som beskrevs av Willie Horace Thomas Tams 1938. Symitha mangifera ingår i släktet Symitha och familjen trågspinnare. Inga underarter finns listade i Catalogue of Life.